# Ivar Ekeland
Ivar Ekeland (* 2. Juli 1944 in Paris) ist ein französischer Mathematiker norwegischer Abstammung.

## Leben
Ekeland studierte 1963 bis 1967 an der École normale supérieure, war dann wissenschaftlicher Mitarbeiter bei der CNRS und wurde 1970 bei Pallu de la Barrière promoviert. 1970 bis 2003 war er Professor an der Universität Paris-Dauphine und lehrte gleichzeitig von 1970 bis 1982 an der École polytechnique. 1989 bis 1994 war er Präsident der Universität Paris-Dauphine und 1975 bis 1989 Leiter von dessen Forschungszentrum für Mathematik (CEREMADE). Seit 2003 ist er Professor an der University of British Columbia und Direktor des Pacific Institute of Mathematical Sciences (PIMS). Außerdem ist er seit 1995 Direktor des Institut Finance Dauphine. Er war unter anderem Gastprofessor an der University of Chicago, am Courant Institute of Mathematical Sciences of New York University, am ICTP (International Centre for Theoretical Physics) in Triest, an der Scuola Normale Superiore in Pisa und der University of Texas at Austin.
1975 bis 1981 war er Vizepräsident der Société Mathématique de France. 1991 bis 1994 war er Vorsitzender des wissenschaftlichen Rats der Ecole Normale Superieure und 1991 bis 1996 Vorsitzender des nationalen Rats der Technischen Hochschulen in Frankreich (IUP). Er war 1978 Invited Speaker auf dem ICM in Helsinki (Problèmes variationnels non convexe). 1983 erhielt er den Langevin Preis der französischen Akademie der Wissenschaften und 1996 erhielt er den Großen Preis der Belgischen Akademie der Wissenschaften. Er ist Mitglied der Norwegischen und der Österreichischen Akademie der Wissenschaften sowie der Royal Society of Canada. 2020 wurde er zum Mitglied der Academia Europaea gewählt. Außerdem ist er Ehrendoktor der Universität für Wirtschaft und Finanzen Sankt Petersburg, der University of British Columbia und der Universität Wien.
Seine wissenschaftlichen Arbeiten beschäftigen sich mit dynamischen Systemen, Variationsrechnung, Optimierungsproblemen sowie mit mathematischen Wirtschaftswissenschaften.
Ivar Ekeland erhielt für seine populärwissenschaftlichen Werke eine Reihe von Auszeichnungen, darunter den Jean-Rostand- und den d' Alembert-Preis.

## Veröffentlichungen
- Théorie des jeux et introduction à l'économie mathématique, Presses Universitaires de France
- mit Roger Temam: Analyse convexe et problèmes variationnels, Dunod-Gauthier-Villars, 1974, englische Übersetzung: Convex Analysis and Variational Problems, Elsevier 1976
- Elements d'économie mathématique, Paris, Hermann 1979, ISBN 270565853X
- mit T. Turnbull: Infinite-dimensional optimization and convexity, Chicago University Press 1983
- mit J. P. Aubin: Applied nonlinear analysis, Wiley 1984
- Das Vorhersehbare und das Unvorhersehbare, München, Harnack 1985 (französisches Original: Le calcul, l'imprévu. Les figures du temps de Képler à Thom, 1984, ISBN 2020095572)
- Convexity methods in Hamiltonian mechanics, Springer 1990
- Zufall, Glück und Chaos – mathematische Expeditionen, Hanser 1993 (französisches Original: Au hasard. La chance, la science et le monde, 1991, ISBN 2020400642)
- Chaos, Lübbe 1999, (französisches Original: Le chaos, Flammarion, collection Dominos, 1995, ISBN 2080351729)
- Le meilleur des mondes possibles, 2000, ISBN 2020283263